# 佐久山温泉
佐久山温泉（さくやまおんせん）は、栃木県大田原市（旧国下野国）にある温泉。ここでは、大田原市佐久山地区にある温泉を総称して佐久山温泉と称することにする。

## 佐久山温泉きみのゆ
温泉（日帰り温泉を含む）のほか岩盤浴の施設がある。
- 泉質

含硫黄 - ナトリウム - 塩化物泉
PH7.9
- 温泉温度

55.0℃
- 色

黒褐色にごり湯
- 湧出量

125L/min
- 歴史

2005年湧出

## 与一温泉
日帰り温泉の施設がある。
- 泉質

アルカリ性単純温泉PH9.2
- 温泉温度

45.5℃
- 飲用可
- 湧出量

330l/min
- 掘削深さ

1114m
- 歴史

1995年湧出
2011年ホテル廃業(日帰り入浴のみ)

## 温泉街
宿泊可能コテージを備える佐久山温泉きみのゆ、及び2kmほど離れて日帰り入浴だけの与一温泉がある。

## アクセス
- 鉄道：JR東日本矢板駅より約20分、西那須野駅、那須塩原駅よりタクシーで約30分
- 車：東北自動車道矢板インターチェンジより車で約20分